# Izabella Pallavicini
Izabella Pallavicini (zm. 1286) – władczyni Markizatu Bodonitzy w latach 1278-1286. 

## Życiorys
Była córką Guy Pallavicini, jej bratem był Ubertino Pallavicini. Jej mężem i współwładcą był Antoine le Flamenc. Była lennikiem Karola I Andegaweńskiego. Jej następcą został Tomasz Pallavicini.  